# Sofanena
Sofanena (em grego: Σωφανηνή; romaniz.: Sophanēnḗ) ou Sofena Maior (em armênio: Մեծ Ծոփք; romaniz.: Cop’k’ Mec) foi um Estado principesco situado ao sul da província de Sofena, do Reino da Armênia. Segundo a tradição preservada por Moisés de Corene, foi estabelecido pelo mítico Valarsaces I. Compreendia uma área de 9 800 quilômetros quadrados, situada entre os rios Tigre a oeste e Nínfio (atual Batmane) a leste. Em seu território estava situada a cidade de Martirópolis e o castelo de Babila, que serviu como abrigo do tesouro real. Dois bispados, os de Marnópolis e Martirópolis, foram constituídos em Sofanena e um dos bispos de Sofanena esteve presente no Concílio da Calcedônia de 451. Robert Hewsen sugeriu que Martirópolis foi incorporada tardiamente em Sofanena, nas reformas administrativas do imperador Justiniano I (r. 527–565) do ano 536, quando a província da Armênia Quarta foi criada. No reinado de Maurício (r. 582–602), Amida (atual Diarbaquir) foi incorporada em Sofanena.
Em 298, pelos termos da Paz de Nísibis, permaneceu sob controle do Império Romano, com sua linhagem agindo como vassala do imperador. Em 363, nos termos da nova Paz de Nísibis, a vizinha Arzanena foi concedida ao Império Sassânida e o rio Nínfio de Sofanena compôs parte da fronteira romano-iraniana até 591. Durante o reinado de Papa (r. 370–374), o general Musel I atacou Sofanena e outros territórios vizinhos para reanexá-la ao Reino da Armênia. De acordo com Cyril Toumanoff, sua linhagem principesca, conhecida durante o período arsácida, deve ter se originado na extinta dinastia orôntida que governou a Armênia. Ela foi omitida na Lista Militar (Զորնամակ, Zōrnamak), o documento que indica a quantidade de cavaleiros que cada uma das famílias nobres devia ceder ao exército real em caso de convocação. Cyril Toumanoff sugeriu que, dada sua relevância regional, podia arregimentar mil cavaleiros.